# Potworne pomidory
Potworne pomidory (ang. Attack of the Killer Tomatoes, 1990–1991) – amerykański serial animowany, emitowany w Polsce na kanałach TV4 i Fox Kids (w zapowiedziach występował również pod nazwą Atak Morderczych Pomidorów).
Serial składa się z dwóch serii – I seria – 13 odcinków (odcinki 1-13) i II seria – 8 odcinków (odcinki 14-21).
W 2001 roku, po przejęciu przez The Walt Disney Company Fox Kids Worldwide, w tym Marvel Productions, prawa do serialu przeszły na Disneya.

## Fabuła
Szalony naukowiec – dr Putrid T. Gangreen – tworzy groźne pomidory. Pośród nich znalazł się jednak mały, niezdarny pomidorek o imieniu F.T., który wraz z dziesięcioletnim Chadem Finletterem i szesnastoletnią Tarą Boumdeay oraz grupą zadaniową niekształtnych pomidorów-weteranów, próbuje stawić czoło dr Gangreenowi i stworzonym przez niego potworom.

## Wersja polska
- Jacek Czyż - dr Putrid T. Gangreen

## Spis odcinków
| N/o            | Polski tytuł | Angielski tytuł                        |
| -------------- | ------------ | -------------------------------------- |
|                |              |                                        |
| SERIA PIERWSZA |              |                                        |
|                |              |                                        |
| 01             |              | Give a Little Whistle                  |
|                |              |                                        |
| 02             |              | Attack of The Killer… Pimentoes?       |
|                |              |                                        |
| 03             |              | Tomato from the Black Lagoon           |
|                |              |                                        |
| 04             |              | Streets of Ketchup                     |
|                |              |                                        |
| 05             |              | Tomato Invasion from Mars              |
|                |              |                                        |
| 06             |              | War of the Wierds                      |
|                |              |                                        |
| 07             |              | Invasion of the Tomato Snatchers       |
|                |              |                                        |
| 08             |              | Terminator Tomato from Tomorrow        |
|                |              |                                        |
| 09             |              | Camp Casserole: So Vine                |
|                |              |                                        |
| 10             |              | Spatula, Prinze of Dorkness            |
|                |              |                                        |
| 11             |              | Frankenstem Tomato                     |
|                |              |                                        |
| 12             |              | The Gang That Couldn’t Squirt Straight |
|                |              |                                        |
| 13             |              | Beach Blanket Tomato                   |
|                |              |                                        |
| SERIA DRUGA    |              |                                        |
|                |              |                                        |
| 14             |              | The Ripening Disaster                  |
|                |              |                                        |
| 15             |              | A Rotten Reversal                      |
|                |              |                                        |
| 16             |              | Phantomato of the Opera                |
|                |              |                                        |
| 17             |              | Stemming the Tide                      |
|                |              |                                        |
| 18             |              | As the Worms Turn                      |
|                |              |                                        |
| 19             |              | Ultra-tomato III                       |
|                |              |                                        |
| 20             |              | Tomatotransformation                   |
|                |              |                                        |
| 21             |              | The Great Tomato Wars                  |
|                |              |                                        |